# Salvatore Di Giacomo
Salvatore Di Giacomo, né le 12 mars 1860 à Naples (royaume des Deux-Siciles, aujourd’hui en Italie) et mort le 5 avril 1934 dans cette même ville, est un poète et dramaturge italien, auteur de poésies en napolitain.

## Biographie
Fils d'un médecin et d'une musicienne,  Salvatore Di Giacomo commença des études de médecine à la demande de son père, mais abandonna en 1886 et devint journaliste au Corriere del Mattino , puis au Corriere di Napoli , à Pro Patria et à la Gazzetta . À partir de 1893, il travailla comme bibliothécaire pour diverses institutions culturelles. Di Giacomo est considéré comme l'un des pionniers de la poésie dialectale napolitaine. 
Avec Murolo, il a été l'un des créateurs de la chanson napolitaine
En 1925, il adhère au manifeste des intellectuels fascistes et nommé académicien en 1929..
Il est également auteur de pièces de théâtre, en particulier de Assunta Spina (1909), souvent jouée avant d'être portée à l'écran.
En 1908, pendant quelques mois, il a une relation avec Elena Bacaloglu, qui traduit son Assunta Spina en roumain en août 1909.